# Henk de Looper (kunstenaar)
Jan Hendrik (Henk) de Looper (Maassluis, 29 juli 1931 – Rotterdam, 17 juli 1998) was een Nederlands beeldend kunstenaar, werkzaam als graficus, schilder, etser, tekenaar, en tekenleraar.
De Looper studeerde aan de Academie voor Beeldende Kunsten te Rotterdam van 1954 tot 1959, waarna hij zich vestigde als beeldend kunstenaar. Hij werkte een periode in Amersfoort. Van 1976 tot 1992 was hij ook tekenleraar aan de Rotterdamse kunstacademie.
In zijn autonome werk maakte De Looper abstracte kunst in het platte vlak, met gebruik van grafische technieken (ets, droge naald), olieverf, aquarel, en inkt, potlood, en krijt op papier. Geometrische figuren – de driehoek, en later de ellips – vormden het uitgangspunt voor werk waarin De Looper door lijnen en schakeringen van licht en donker een kwetsbare ruimte wist te scheppen. Breithbarth (2010) schreef over zijn werk:  
Kenmerkend voor het werk van De Looper is de grote waarde die hij hecht aan het licht en de betekenis ervan. Er is altijd veel wit en grijs in zijn werk. Het licht is voor hem meer dan een kunstzinnig probleem, het heeft voor hem ook symbolische waarden. De ovale vorm die zich in het werk van zijn laatste levensjaren dominant presenteert, is niet alleen een geometrische figuur, maar ook symbool van licht als de mandorla die eeuwenlang in de christelijke traditie werd gebruikt voor de uitbeelding van de verheerlijkte mens na de dood. Henk de Looper stond in die traditie en daarmee heeft de mandorla voor hem een levensbeschouwelijke betekenis.
Henk de Looper noemde zichzelf altijd graficus, omdat pen, potlood en graveerstift in hoofdzaak zijn gereedschap waren. In de laatste jaren van zijn leven, toen hij wegens gezondheidsproblemen de etspers buiten gebruik moest nemen, heeft hij naast zeer veel tekeningen ook een aantal schilderijen gemaakt.
Zijn werk is in bezit van onder andere Museum Boijmans Van Beuningen (Stadscollectie), Teylers Museum, Stedelijk Museum Schiedam, en diverse particuliere verzamelaars. In 2010 verscheen het boek Stilte in Beeld over De Loopers leven en werk, geschreven door Peggie Breithbarth.